# Groß Flotow
Groß Flotow ist ein Ortsteil der Stadt Penzlin im Landkreis Mecklenburgische Seenplatte in Mecklenburg-Vorpommern (Deutschland). In der bis zum 7. Juni 2009 selbständigen Gemeinde Groß Flotow lebten 158 Einwohner (31. Dezember 2007) auf 14,53 km². Letzte ehrenamtliche Bürgermeisterin Groß Flotows war Gisela Ribbeck.

## Geografie

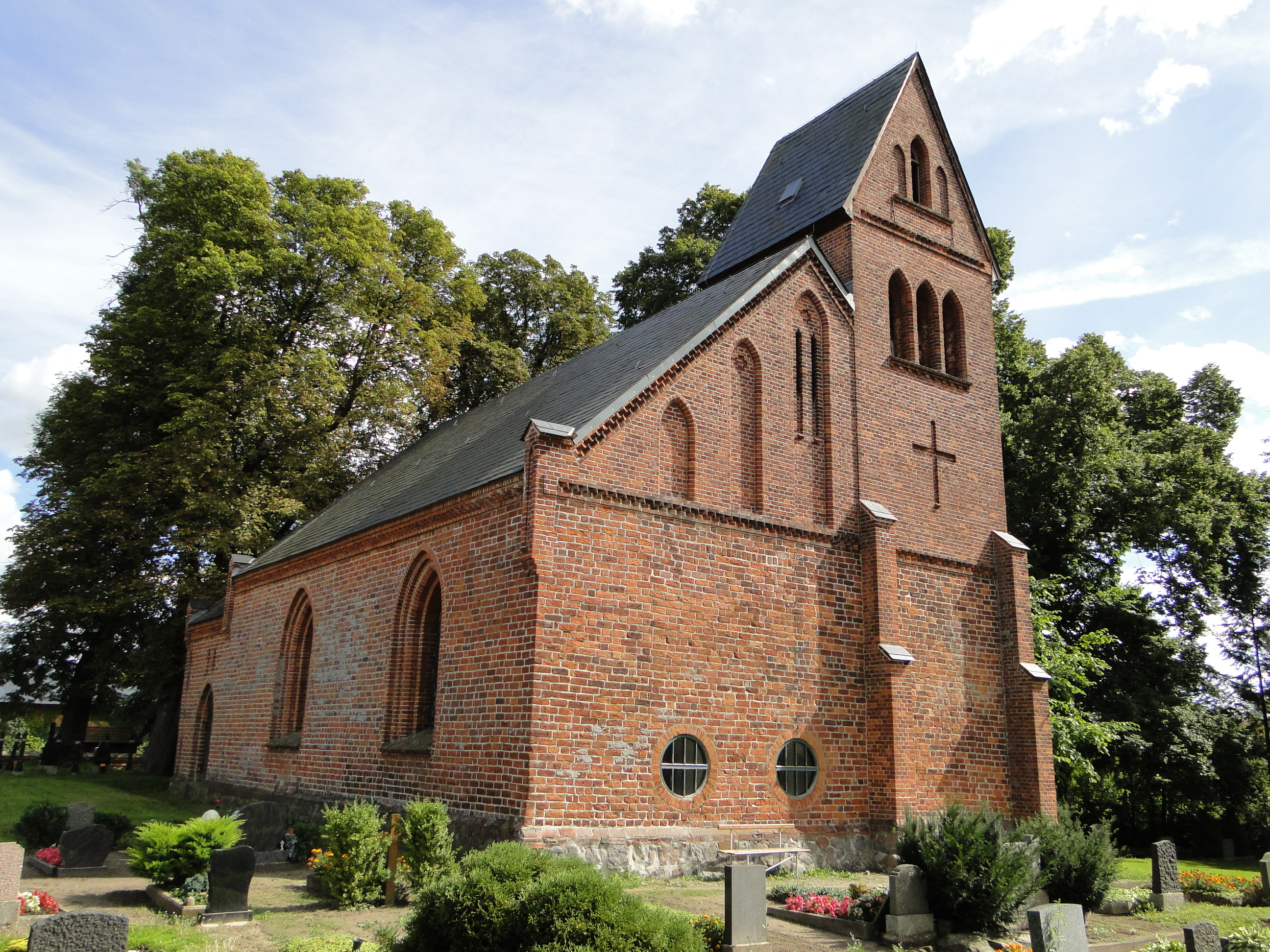
Kirche in Groß Flotow

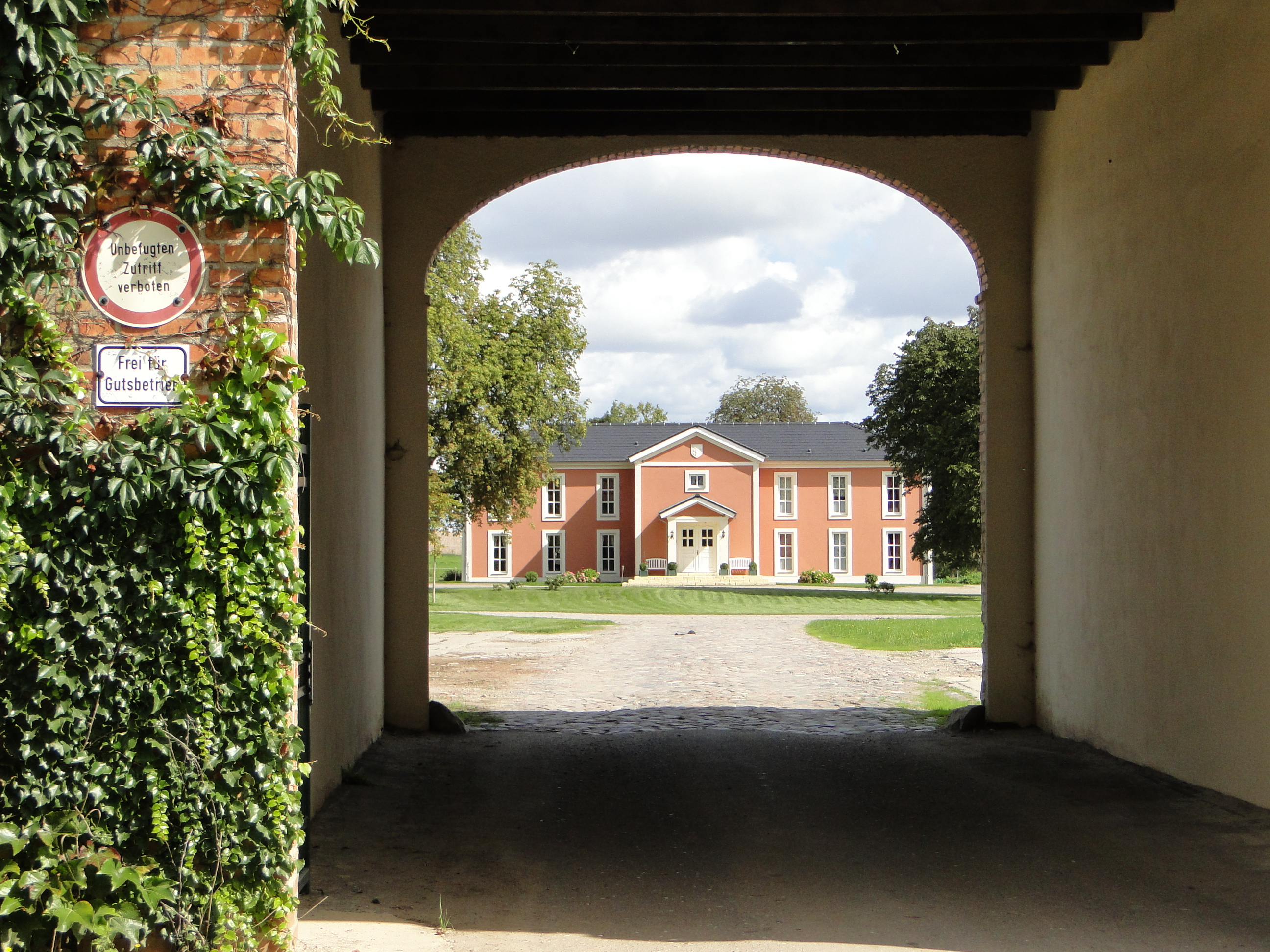
Gutshof

Groß Flotow liegt neun Kilometer nordwestlich des Stadtkerns von Penzlin, großräumiger gesehen zwischen den Städten Waren (Müritz), Neubrandenburg, Neustrelitz und Stavenhagen. Zur Gemeinde Groß Flotow gehörte der Ortsteil Klein Flotow.

## Geschichte
Groß Flotow (slawisch bloto = Sumpf) ist aus einer slawischen Siedlung hervorgegangen. In den Urkunden findet das Dorf 1418 erstmals Erwähnung. Der frühgotische erste Kirchenbau stammt jedoch schon aus dem 13. Jahrhundert. 1894 wurde die Kirche auf den alten Fundamenten erneuert. Flotow hat wie die gesamte Region extrem unter dem Dreißigjährigen Krieg gelitten. Um 1700 wurde eine Glashütte errichtet, seit 1800 wird diese Klein Flotow genannt.
Gegenüber der Kirche befindet sich der Gutshof mit Toreinfahrt. Das Gut gehörte seit 1506, bis dann weit in das 19. Jahrhundert den Grafen von Voß, so 1869 den Johanniterritter Hartwig von Voß. Gustav Graf Voß leistete 1885 wegen Groß- und Klein Flotow nochmal den Lehneid. Dann kam dann um 1900 an die von Oertzen auf Rothen. 1928 umfasste die Begüterung Groß Flotow 1244 ha Land. Davon waren 892 ha Ackerflächen. Im Mittelpunkt des Gutsbetriebes stand die Schafsviehhaltung mit 1180 Tieren. Teil des Gutes war ein 272 ha großer Waldbesitz. Das Lehngut und Teil eines Familienfideikommiss mit Klein Flotow war zeitweise an Wilhelm und Max Fleischmann verpachtet. Zuletzt wurde Henning von Oertzen (1889–1978) Gutsbesitzer, der es bis zur Enteignung 1945 hielt.
Anfang des 20. Jahrhunderts gab es in Groß Flotow außer dem schlicht gehaltenen Gutshaus und der Schnitterkaserne nur einige wenige Landarbeiterkaten. Die meisten Häuser aus dem typischen roten Ziegelstein entstanden in den 1930er- und später in den 1950er-Jahren. Inzwischen gehört das Gut durch Rückerwerb den Adoptivnachfahren des letzten Besitzers, der Familie des Friedrich von Oertzen-von Waldow-Friedenau, Ehrenkommendator des Johanniterordens, die das verfallene Gutshaus rekonstruieren (resp. neu errichten) ließ.

## Sehenswürdigkeiten

### Kirche
Eine Kirche wurde in Groß-Flotow erstmals 1541 erwähnt. Von der mittelalterlichen Kirche ist noch ein aufwändiges Südportal erhalten. Zu großen teilen wurde die Kirche aber 1894|1895 neugotisch umgebaut.

## Persönlichkeiten

### Söhne und Töchter des Ortes
- Jost Reinhold (* 1929), Unternehmer und Mäzen